# متحف التاريخ الطبيعي

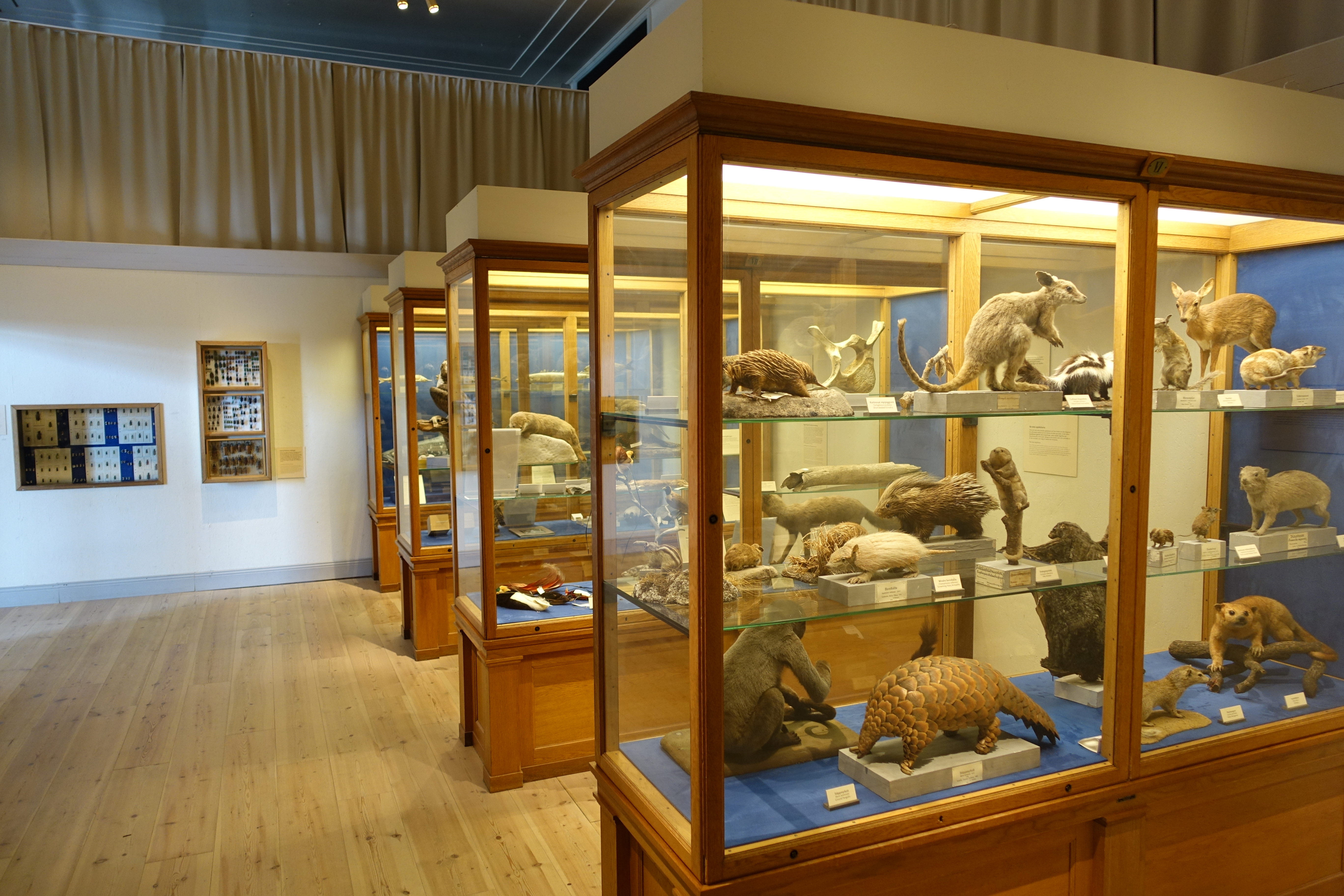
معارض في المتحف السويدي للتاريخ الطبيعي

متحف التاريخ الطبيعي  هو مؤسسة علمية تضم مجموعات للتاريخ الطبيعي تتضمن السجلات الحالية والتاريخية للحيوانات والنباتات والفطريات والنظم الإيكولوجية والجيولوجيا وعلم الحفريات وعلم المناخ وغيرها.
الدور الرئيسي لمتحف التاريخ الطبيعي هو تزويد المجتمع العلمي بالعينات الحالية والتاريخية لأبحاثهم، والتي تهدف إلى تحسين فهمنا للعالم الطبيعي. تحتوي بعض المتاحف على معارض عامة لمشاركة جمهور العالم الطبيعي، ويشار إلى هذه باسم «المتاحف العامة». تتميز بعض المتاحف بمجموعات تاريخية غير طبيعية بالإضافة إلى مجموعاتها الأساسية، مثل تلك المتعلقة بالتاريخ والفن والعلوم.
كان أول متحف للتاريخ الطبيعي للباحث السويسري كونراد غيسنر، الذي تم إنشاؤه في مدينة زيورخ في منتصف القرن السادس عشر. المتحف الوطني للتاريخ الطبيعي في باريس، الذي أنشئ في باريس عام 1635، كان أول متحف للتاريخ الطبيعي يأخذ الشكل الذي سيتم الاعتراف به كمتحف للتاريخ الطبيعي اليوم.
نظمت عصبة الأمم، أول مؤتمر دولي للمتاحف في مدريد في عام 1934. وانعقد المؤتمر العالمي الأول للحفاظ على مجموعات التاريخ الطبيعي وحفظها مرةً أخرى في مدريد، في الفترة من 10 مايو 1992 إلى 15 مايو 1992.